# Federico Gutiérrez
Federico Andrés Gutiérrez Zuluaga (Medellín, 28 novembre 1974) è un ingegnere e politico colombiano, sindaco di Medellín dal 1º gennaio 2016.

## Biografia
Federico Gutièrrez nasce nella città colombiana di Medellín il 28 novembre 1974.
Laureato in ingegneria, nelle elezioni del 25 ottobre 2015 Gutièrrez, candidato per il "Movimiento Creemos", ha superato per poche migliaia di voti il rivale Juan Carlos Vélez del Centro Democratico, entrando in carica a partire da gennaio 2016.